# Queijo cobocó
O queijo cobocó é uma variedade de queijo genuinamente brasileira originário do Estado de Minas Gerais muito semelhante ao queijo prato, mas com consistência mais macia e de sabor amanteigado.